# 上海派遣軍
上海派遣軍（シャンハイはけんぐん）は、大日本帝国陸軍の軍の一つ。第一次上海事変・第二次上海事変の双方に際して編成、上海に派遣された。

## 第一次上海事変期

### 沿革
1932年（昭和7年）1月18日に発生した第一次上海事変に際して、白川義則陸軍大将を司令官として編成。上海において十九路軍と戦闘を行ったが、昭和天皇の要請に従い戦域拡大には慎重に行動した。その結果、5月5日に停戦協定調印にこぎつけた。
また、4月29日には上海天長節爆弾事件が発生し、白川義則はこれがもととなって死亡した。

### 軍概要

#### 司令官
- 白川義則 大将：1932年2月25日 - 5月26日死去

#### 参謀長
- 田代皖一郎 少将：1932年2月26日 - 6月27日

#### 参謀副長
- 岡村寧次 大佐：1932年2月26日 - 6月3日

#### 司令部構成
- 高級参謀
  - 情報 佐々木到一 大佐
  - 作戦 岡部直三郎 大佐
- 参謀
  - 喜多誠一 中佐
  - 永見俊徳 中佐
  - 原田熊吉 中佐
  - 板花義一 少佐
  - 平田正判 少佐
- 航空部長 江橋英次郎 大佐

#### 隷下部隊
- 第9師団
- 第11師団
- 第14師団（1932年2月に動員されたが、翌月、関東軍に編入）
- 混成第24旅団
- 飛行第2大隊
- 陸軍運輸部臨時上海派出所
- 攻城重砲兵第1連隊

## 第二次上海事変期

### 沿革
盧溝橋事件から飛び火し第二次上海事変が発生したため、上海の在留邦人保護のために1937年（昭和12年）8月15日 に臨参命第73号にて上海派遣軍編組が下令された。その後、9月11日に臨参命第101号により上海派遣軍戦闘序列下令。当初は天皇直隷であったが、参謀本部の不拡大方針を押し切り、南京方面への進撃に伴い、11月7日新たに編成された中支那方面軍に編合、12月1日には大陸命第7号にて中支那方面軍戦闘序列が下令された。翌1938年（昭和13年）2月14日に廃止された。

### 軍概要
- 通称号：無し
- 編成時期：1937年（昭和12年）8月15日
- 廃止時期：1938年（昭和13年）2月14日
- 廃止時の上級部隊：中支那方面軍
- 最終位置：南京

#### 司令官
- 松井石根 大将：1937年8月15日 - 1938年2月14日
- 朝香宮鳩彦王 中将：1937年12月2日 - 1938年2月14日

#### 参謀長
- 飯沼守 少将：1937年8月15日 - 1938年2月14日

#### 参謀副長
- 上村利道 大佐：1937年8月15日 - 1937年11月1日
- 欠員：1937年11月1日

#### 廃止時の隷下部隊
- 第3師団
- 第9師団
- 第13師団
- 第101師団
- 藤重支隊（台湾守備隊）
- 野戦重砲兵第5旅団